# Chipiu à sourcils roux
Microspingus erythrophrys
Espèce
Statut de conservation UICN

 LC  : Préoccupation mineure
Le Chipiu à sourcils roux (Microspingus erythrophrys) est une espèce de passereaux appartenant à la famille des Thraupidae.

## Répartition
Cet oiseau est endémique des yungas australes.